# Laniarius willardi
A Laniarius willardi a madarak osztályának verébalakúak (Passeriformes) rendjébe és a bokorgébicsfélék (Malaconotidae) családjába tartozó faj.

## Rendszerezése
A fajt Voelker, Outlaw, Reddy, Tobler és Bates írták le 2010-ben.

## Előfordulása
Afrikában, Burundi és Uganda területén honos.

## Megjelenése
Testhossza 19 centiméter, testtömege 40-46 gramm.

## Természetvédelmi helyzete
Az elterjedési területe és egyedszáma ismeretlen, idáig öt példányt azonosítottak. A Természetvédelmi Világszövetség Vörös listáján még nem szerepel.